# Prodontria
Prodontria là một chi bọ cánh cứng trong họ Scarabaeidae. Chi này gồm loài Prodontria lewisi